# Václavka (usedlost na Smíchově)
Václavka je zaniklá usedlost v Praze 5-Smíchově, která stála v ulici Na Václavce, v místech domu č.23.

## Historie
Vinice v místech usedlosti patřila roku 1681 klášteru bosých augustiniánů u kostela svatého Václava na Zderaze; po svatém Václavovi také získala jméno.  V 19. století získal pozemky s usedlostí rytíř Doubek, kterému patřily také další vinice a dvory v okolí (například Santoška či Klavírka). Nějaký čas zde bývala cihelna, ta po roce 1918 zanikla.
Po 1. světové válce byly pozemky Václavky rozparcelovány jako stavební parcely a usedlost byla zbořena.